# Corquilleroy
Corquilleroy – miejscowość i gmina we Francji, w Regionie Centralnym, w departamencie Loiret.
Według danych na rok 1990 gminę zamieszkiwały 1893 osoby, a gęstość zaludnienia wynosiła 136 osób/km² (wśród 1842 gmin Regionu Centralnego Corquilleroy plasuje się na 206. miejscu pod względem liczby ludności, natomiast pod względem powierzchni na miejscu 940.).